# Verhojanszk
Verhojanszk (oroszul: Верхоянск) város Oroszország ázsiai részén, Jakutföldön, a Verhojanszki járásban.
Népessége: 1311 fő (a 2010. évi népszámláláskor).

## Elhelyezkedése
A Verhojanszk földrajzi név szóösszetétellel keletkezett: Verhnyij – 'felső', Janszk – a Jana folyónévből képzett főnév.
A település Jakutszktól 675 km-re, az északi sarkkörtől északra, a Jana-fennsík északi peremén helyezkedik el. A Jana felső folyásán, két forrásága: a Dulgalah és a Szartang egyesülésénél, sík, mocsaras területen fekszik. A földszintes faházakból álló kis település 3 km hosszan nyúlik el a folyó mentén, határában több kis tó terül el. Kis folyami kikötő.
Itt található a Föld északi hidegpólusa, itt (és/vagy Ojmjakonban) mérték az északi félteke legalacsonyabb hőmérsékletét.
Itt mérték ugyanakkor Szibéria legmagasabb hőmérsékletét is: 2020. június 20-án 38 °C-os maximumot. Ezzel a Föld egy adott pontján valaha mért abszolút minimum és abszolút maximum közti különbség (abszolút hőingás) értéke 100 °C fölé: 105,8 °C-ra emelkedett.

## Története
1638-ban kozák szálláshely, faerődítmény keletkezett a Dulgalah folyó mentén, a mai várostól 90 km-re délnyugatra. 1775-ben költöztették át mai helyére. 1817-ben fatemploma épült, 1822-ben közigazgatási székhely és város lett. 1885-ben a településen végzett kutatómunkát E. V. Toll, (vagy Eduard von Toll) balti német természettudós, felfedező.